# Нагаи, Мацудзо
Мацудзо Нагаи (яп. 永井松三, 5 марта, 1877, Нагоя - 19 апреля 1957, Япония) — японский дипломат, государственный и общественный деятель.

## Биография
9—12 июля 1920 года входил в состав японской делегации на седьмой сессии Лиги Наций, проходившей в Лондоне.
С 1925 по 1930 год был чрезвычайным и полномочным послом Японии в Швеции, представляя одновременно интересы своей страны и в Финляндии.
С 3 апреля 1933 по 15 октября 1934 года был в должности посла Японии в Германии.
В 1936 году стал министром транспорта Японии и был активным сторонником планов расширения военно-морского флота.
С 1937 года активно работал в японском правительственном комитете, которому было поручено подготовить Олимпийские игры в Токио в 1940 году.
С 1939 по 1950 год был активным членом Международного олимпийского комитета.

## Награды
- Орден Полярной звезды командор Большого креста (1928)
- Орден Восходящего солнца 1 класса